# Luštěnicovité
Luštěnicovité (Cleomaceae) je čeleď nevysokých rostlin z řádu brukvotvarých, které jsou občas pěstované jako okrasné.

## Výskyt
Jsou to teplomilné rostliny pocházejí ze subtropických a tropických oblastí Ameriky, odkud se postupně rozšířily do teplých oblastí celého světa. Nyní za pomoci člověka se pěstují i v chladnějších částech mírného pásma, kde by bez jeho zásahu nemohly trvale přežívat.
V Evropě rostou v přírodě pouze dva rody, luštěnice (Cleome) v Portugalsku a Španělsku a malonožka (Polanisia) v Itálii. V České republice neroste žádný.

## Taxonomie
Moderním taxonomickým systémem APG III, založeném na monofyletickém třídění, byly z čeledě kaparovitých vyňaty rody blízké rodu luštěnice a vytvořena z nich nová čeleď luštěnicovité. Protože existují veliké podobnosti mezi rody čeledí luštěnicovitých, kaparovitých a brukvovitých, není dosud mezi odborníky dosaženo plné shody o zařazení jednotlivých rodů.

## Popis
Čeleď je tvořena převážně bylinnými rody, v menší míře to jsou keře, stromy nebo liány. Rostliny jsou většinou jednoleté, méně již dvouleté nebo vytrvalé. Řapíkaté listy vyrůstají střídavě ve spirále, jsou většinou dlanitě složené se 3 až 7 lístky s pýřitým žilkováním. Palisty bývají šupinaté, listové nebo trnité. U některých druhů jsou trnité i řapíky nebo spodní strany listů.
Květy vyrůstají jednotlivě na stopkách z úžlabí listů nebo jsou uspořádány v hroznovitých, řidčeji chocholíkovitých květenstvích. Květy jsou většinou oboupohlavné, někdy se však objevují i jednopohlavné. Korunních i kališních lístků bývá po čtyřech, tyčinek je v květu od 6 po 32. Květy mají prodlouženou část květního lůžka, které nese gyneceum. Některé jsou opylovány v nočních hodinách netopýry a nočními motýly. Plody jsou většinou mnohosemenné tobolky různých tvarů nebo míšky.

## Použití
Rostliny čeledě luštěnicovitých se ve středoevropských podmínkách pěstují většinou pouze pro krásu svých květů jako letničky, v jižních krajích i jako rostliny dvouleté nebo trvalky. Mnohé druhy po poranění listů produkují sloučeniny, např. isothiokyanáty, dráždící lidskou kůži.

## Rody
Existuje několik odborných názorů, které rody jsou synonyma a které právoplatně přísluší do čeledě luštěnicovitých. Zde jeden renomovaný, dle kterého se čeleď skládá z 25 rodů s asi 250 druhy:
Andinocleome, Areocleome, Arivela, Cleome, Cleomella, Cleoserrata, Coalisina, Corynandra, Dactylaena, Dipterygium, Gilgella, Gynandropsis, Hemiscola, Kersia, Melidiscus, Mitostylis,  Physostemon, Podandrogyne, Polanisia, Puccionia, Rorida, Sieruela, Stylidocleome, Tarenaya, Thulinella.

## Galerie

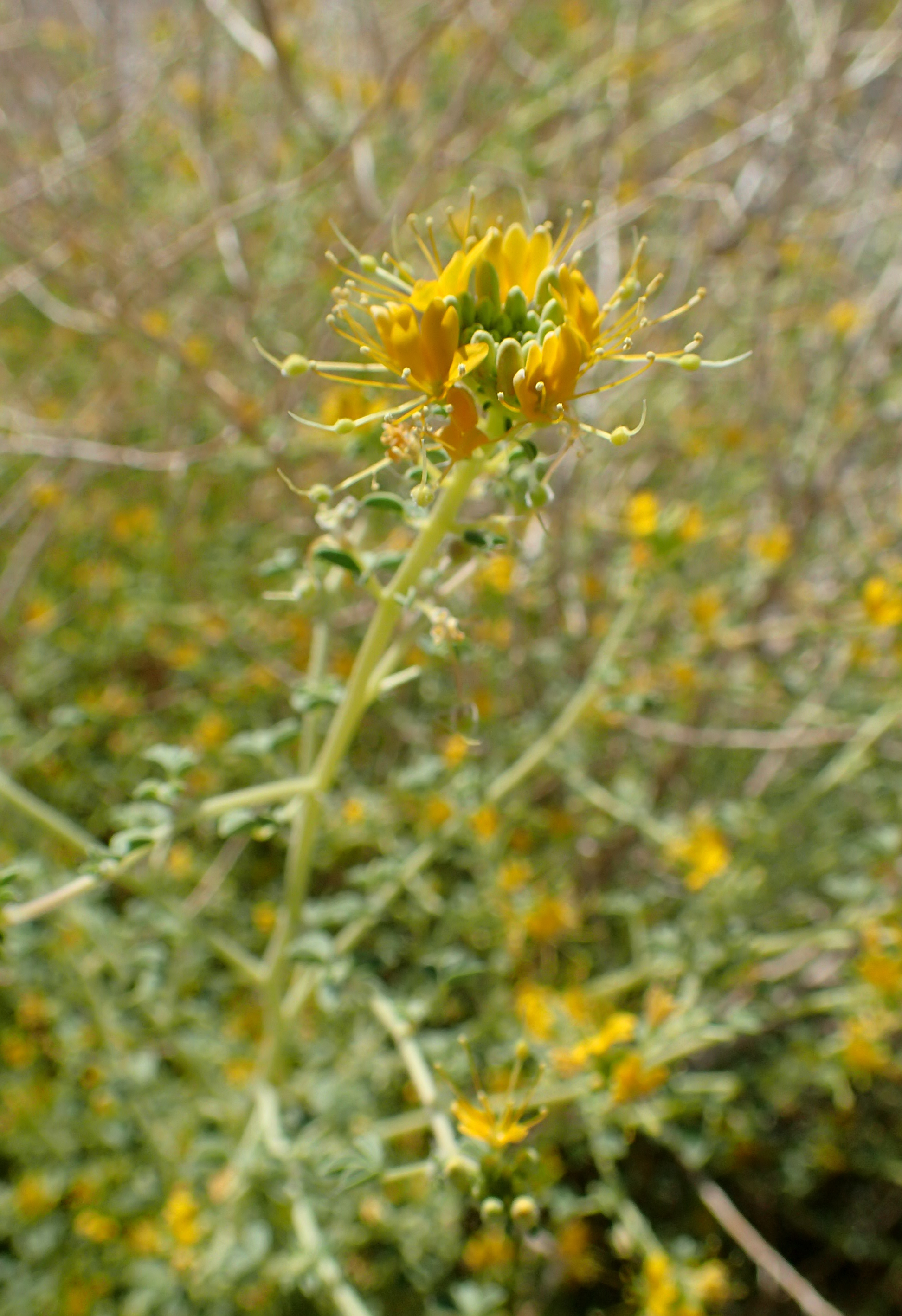
Květenství druhu luštěnička tupolistá
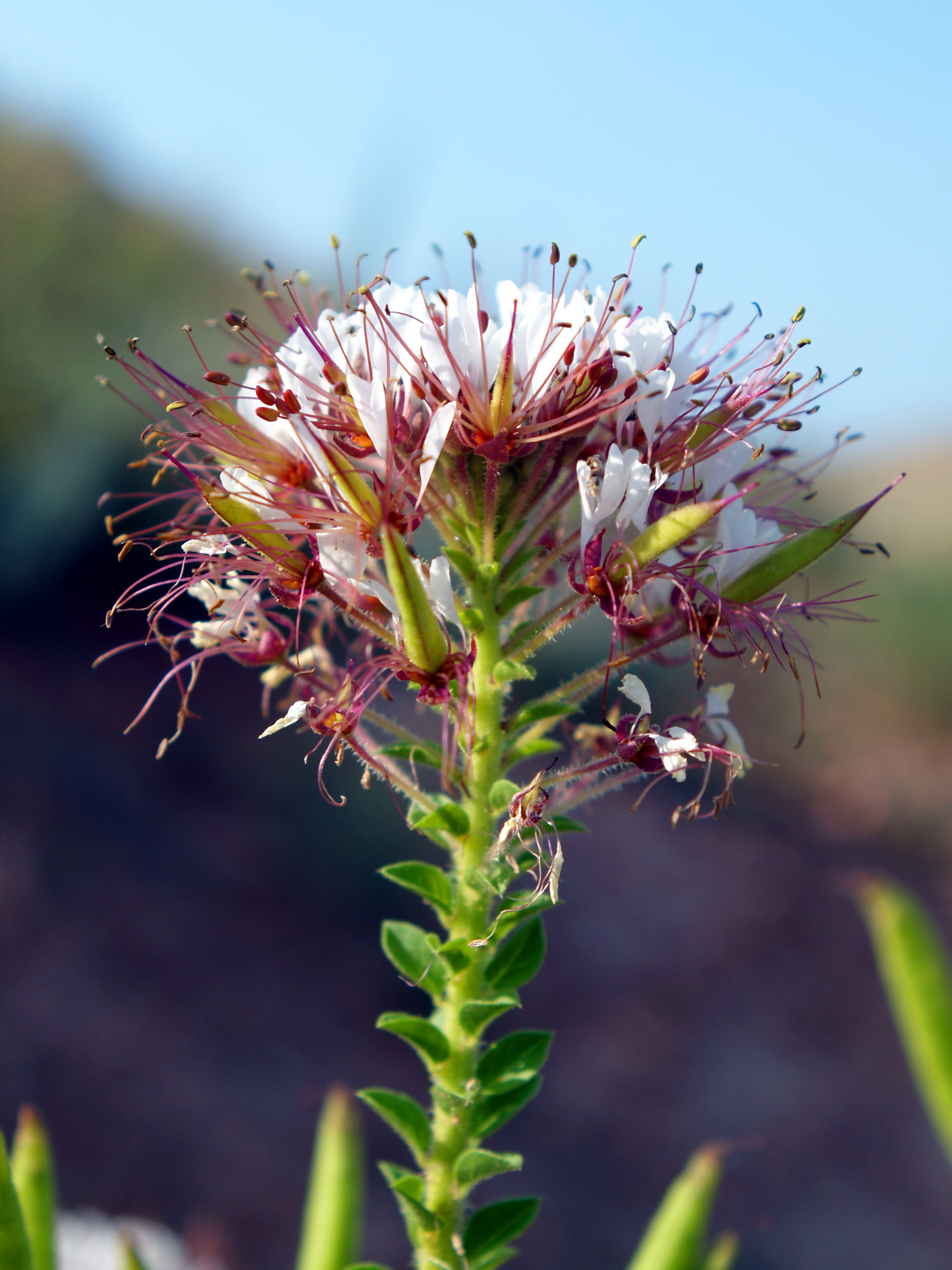
Květenství druhu Polanisia dodecandra
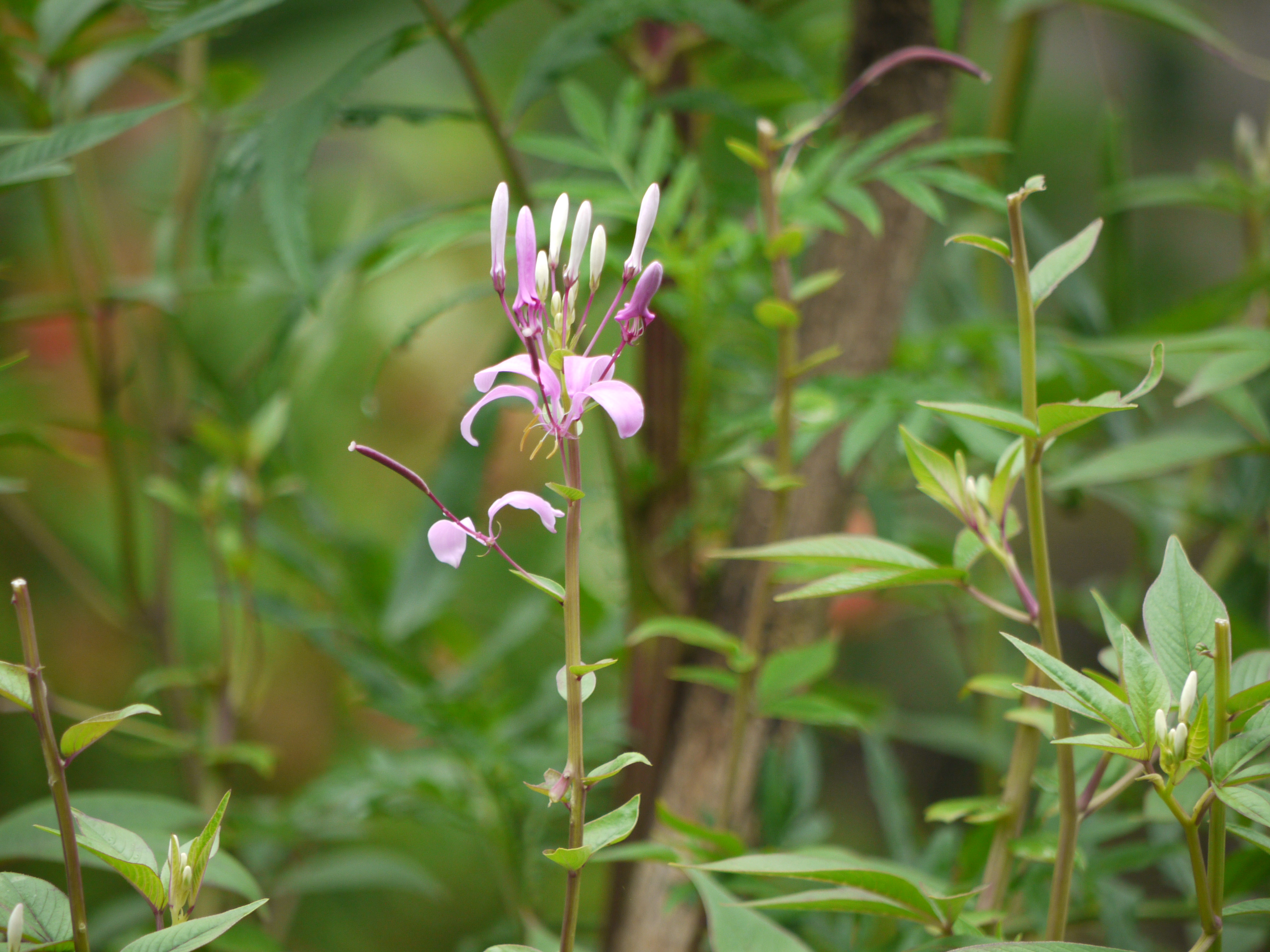
Květenství druhu Cleoserrata speciosa
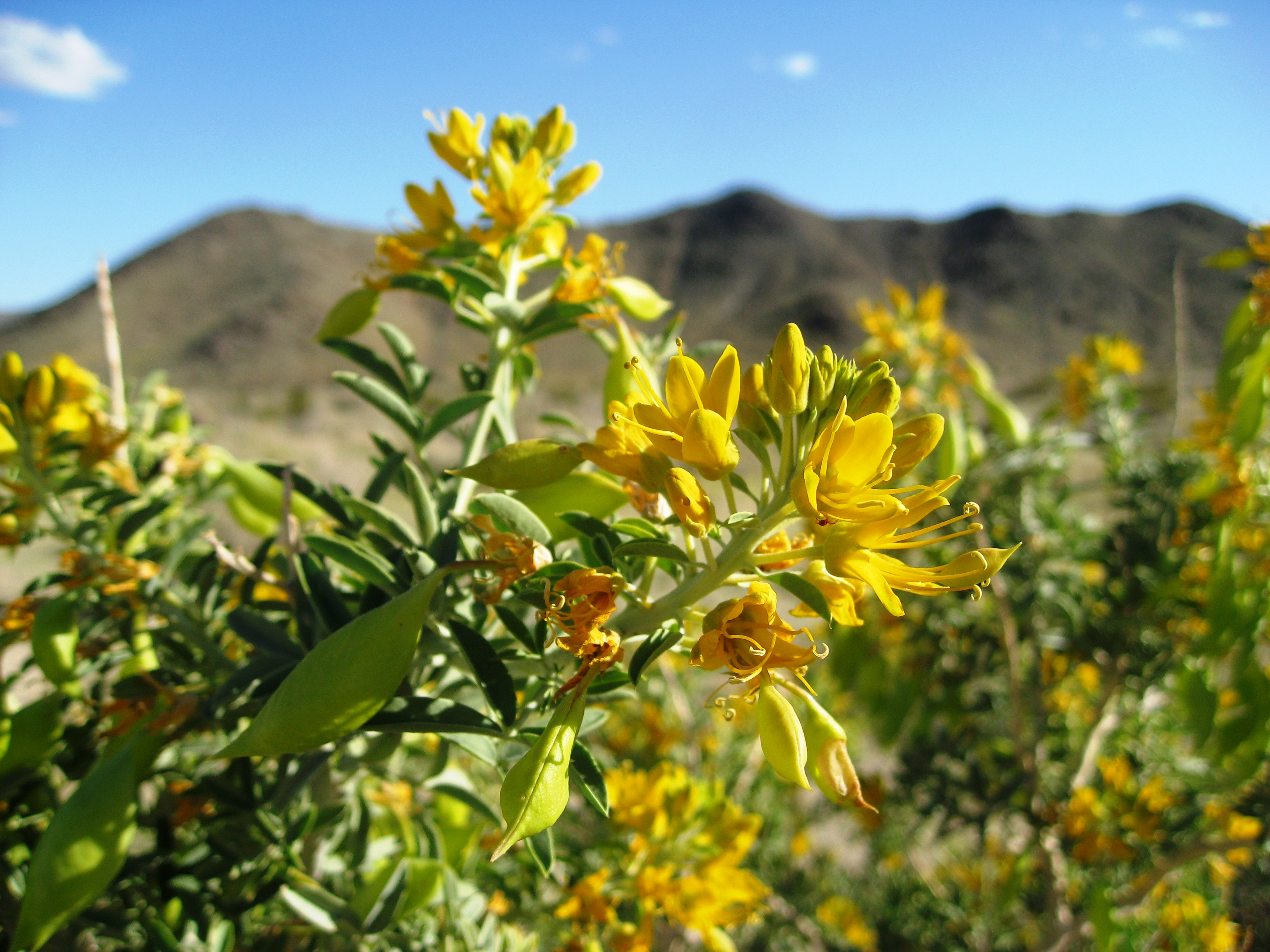
Květenství druhu Peritoma arborea